# Tungokoczen
Tungokoczen (ros. Тунгокочен) – wieś w Rosji, w Kraju Zabajkalskim, w rejonie tungokoczeńskim. W 2010 liczyła 988 mieszkańców.